# محسن الغسانی
محسن الغسانی (به عربی: محسن الْغساني؛ زادهٔ ۲۷ مارس ۱۹۹۷) بازیکن فوتبال اهل عمان است، که در پست مهاجم برای باشگاه بانکوک یونایتد در لیگ برتر تایلند و تیم ملی عمان بازی می‌کند.

## تیم ملی
او به همراه تیم ملی فوتبال عمان در مسابقات جام ملت‌های آسیا ۲۰۱۹ حضور داشت و از تیم ملی ایران در مسابقه پنالتی گرفت.

## آمار بازی‌ها و گل‌های ملی
| تیم ملی عمان | تیم ملی عمان | تیم ملی عمان |
| سال          | بازی‌ها       | گل‌ها         |
| ------------ | ------------ | ------------ |
| ۲۰۱۷         | ۲            | ۰            |
| ۲۰۱۸         | ۸            | ۰            |
| ۲۰۱۹         | ۱۲           | ۵            |
| مجموع        | ۲۲           | ۵            |

## گل‌های ملی
| #  | تاریخ           | محل برگزاری                                     | حریف      | گل  | نتیجه | مسابقات                |
| -- | --------------- | ----------------------------------------------- | --------- | --- | ----- | ---------------------- |
| ۱. | ۹ ژانویه ۲۰۱۹   | ورزشگاه الشارجه، شارجه، امارات متحده عربی       | ازبکستان  | ۱–۱ | ۱–۲   | جام ملت‌های آسیا ۲۰۱۹   |
| ۲. | ۱۷ ژانویه ۲۰۱۹  | ورزشگاه محمد بن زاید، ابوظبی، امارات متحده عربی | ترکمنستان | ۲–۱ | ۳–۱   | جام ملت‌های آسیا ۲۰۱۹   |
| ۳. | ۱۰ سپتامبر ۲۰۱۹ | مجموعه ورزشی سلطان قابوس، مسقط، عمان            | لبنان     | ۱–۰ | ۱–۰   | دوستانه                |
| ۴. | ۱۰ اکتبر ۲۰۱۹   | ورزشگاه السیب، السیب، عمان                      | افغانستان | ۳–۰ | ۳–۰   | مقدماتی جام جهانی ۲۰۲۲ |
| ۵. | ۱۸ نوامبر ۲۰۱۹  | مجموعه ورزشی سلطان قابوس، مسقط، عمان            | هند       | ۱–۰ | ۱–۰   | مقدماتی جام جهانی ۲۰۲۲ |